# جان جی. آدولفی

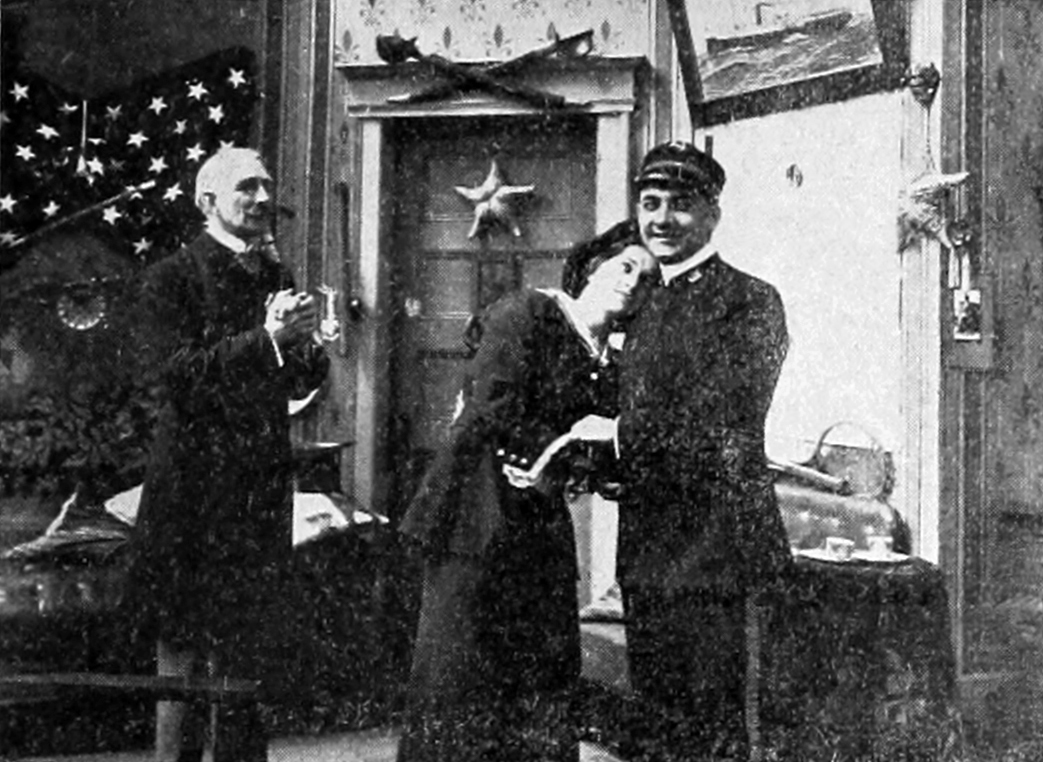

جان جی. آدولفی (انگلیسی: John G. Adolfi؛ ۱۹ فوریهٔ ۱۸۸۸ – ۱۱ مهٔ ۱۹۳۳) یک هنرپیشه و کارگردان سینمای صامت اهل ایالات متحده آمریکا بود که بیش از ۱۰۰ اثر از خود در دوران کاری اش بر جای گذاشته است.

## بخشی از فیلمشناسی
از فیلم‌ها یا برنامه‌های تلویزیونی که وی در آن نقش داشته‌است می‌توان به آثار زیر اشاره کرد.
- رابین‌هود
- نمایش نمایش‌ها